# پالمیر لواسور
پالمیر لُواسور (فرانسوی: Palmyre Levasseur‎؛ ۲۴ دسامبر ۱۸۸۸ – ۴ اوت ۱۹۶۳) بازیگر اهل فرانسه بود.
از فیلم‌هایی که وی در آنها نقش داشته‌است می‌توان به روز باستیل، ژروز، رفاقت، کن‌کن فرانسوی، آتول کا، کلاغ، زیبایی‌های شب، النا و مردانش، بینوایان، آن‌ها پنج نفر بودند و عاشقان ورونا اشاره کرد.